# Компот
Компот е безалкохолен сок от плодове или отвара от захарен сироп и пресни или изсушени (ошав) плодове. Традиционно се приготвя в страните от Източна Европа.
Думата компот произхожда от фр. compote, което във Франция през VIII век започва да се използва като нарицателно за варени плодове.
В българската национална кухня е основен метод при производство на зимнина. Компотът е част от кулинарната култура на държави в Източна, Централна и Югоизточна Европа като Армения, Азербайджан, Беларус, Чехия, Украйна, Русия, Полша, България, Босна и Херцеговина, Латвия, Литва, Словения, Словакия, Хърватия, Република Северна Македония, Сърбия и Румъния.
Най-често на компот се правят вишни, малини, джанки, дюли, кайсии, круши, къпини, малини, къпини, праскови, сини сливи, смокини, череши, ягоди и комбинации от тях.